# Jabirú asiàtic
El jabirú asiàtic (Ephippiorhynchus asiaticus) és un gran ocell camallarg de la família dels cicònids (Ciconiidae) que habita rius, llacs, aiguamolls i manglars de la zona indomalaia, Nova Guinea i Austràlia.
És una cigonya de bona grandària, que fa 130 – 150 cm d'alçada i 230 cm d'envergadura, amb una mitjana de pes de 4,1 kg. Els adults tenen cap i coll negre blavós iridescent, plomes secundàries i cua negres, capell de color marró rogenc i abdomen blanc. Bec negre amb la mandíbula superior lleugerament còncava. Potes de color vermell brillant. Els sexes són idèntics, excepte l'iris, groc en el cas de les femelles i més fosc els mascles.

## Llista de subespècies
Se n'han descrit dues subespècies:
- Ephippiorhynchus asiaticus asiaticus (Latham) 1790. Pròpia de l'Índia i el sud-est asiàtic.
- Ephippiorhynchus asiaticus australis (Shaw) 1800.De Nova Guinea i Austràlia.